# Richtscheit

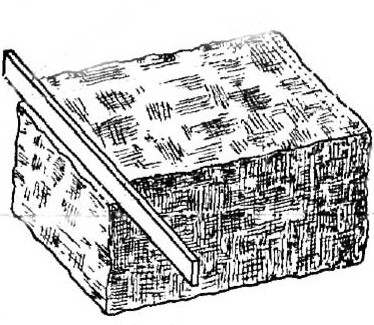
Das Ziehen eines Randschlags mit Hilfe eines Richtscheits

Ein Richtscheit oder eine Richtlatte ist ein Prüfmittel, das beim „Richten“ verwendet wird, um leichte Höhenunterschiede bei ebenen (planaren) Flächen festzustellen, zu überprüfen und auszumessen. Im Gegensatz zu einer Wasserwaage hat ein Richtscheit in der Regel keine Libellen, sondern nur eine gerade Fläche, an der das Werkstück „ausgerichtet“ wird.
Es wird üblicherweise im Bauwesen, beispielsweise bei Erdarbeiten, Mauerwerk oder bei der Steinbearbeitung eingesetzt. Ursprünglich bestand es nur aus Holz (daher Scheit). Es ist eine lange, gerade Latte, heute meist aus Aluminium-Hohlkammerprofilen, in kleineren Ausführungen seltener auch aus Stahl oder Hartplastik.
Symbolische Bedeutung erhält das Richtscheit in den Bekenntnissen des Augustinus.
Nach dem Ein- oder Aufbringen von frischem Estrich, Putzmörtel oder Beton wird ein Richtscheit auch als Abziehlatte verwendet, um Unebenheiten in der Oberfläche auszugleichen.